# Farrukhabad (huyện)
Huyện Farrukhabad là một huyện thuộc bang Uttar Pradesh, Ấn Độ. Thủ phủ huyện Farrukhabad đóng ở Fatehgarh. Huyện Farrukhabad có diện tích 2279 ki lô mét vuông. Đến thời điểm năm 2001, huyện Farrukhabad có dân số 1577237 người.